# 1837 dans le catholicisme
Chronologie du catholicisme
- 1833
- 1834
- 1835
- 1836
- 1837
- 1838
- 1839
- 1840
- 1841

Cet article présente les faits marquants de l'année 1837 dans le catholicisme.

## Évènements
- 19 mai : Création de deux cardinaux par Grégoire XVI.
- Bernard Donald MacDonald nommé évêque de Charlottetown
- 31 décembre : Ordination sacerdotale de Vincenzo Gioacchino Pecci, futur pape Léon XIII.

## Naissance
- 25 juillet : Georg von Kopp, cardinal allemand, prince-évêque de Breslau († 4 mars 1914)

## Décès
- 10 avril : Thomas Weld, cardinal britannique (° 11 janvier 1773)
- 18 juin : Pierfrancesco Galleffi, cardinal italien de la Curie (° 27 octobre 1770)
- 12 septembre : Cesare Brancadoro, cardinal italien, archevêque de Fermo (° 28 août 1755)
- 9 novembre : Domenico de Simone, cardinal italien de la Curie (° 29 novembre 1768)
- 16 novembre : Giorgio Doria Pamphilj, cardinal italien de la Curie (° 17 novembre 1772)
- 5 décembre : Cesare Nembrini Pironi Gonzaga, cardinal italien, évêque d'Ancône (° 27 novembre 1768)